# Bernd Wolf (Eishockeyspieler)
Bernd Wolf (* 23. Februar 1997 in Wien) ist ein österreichischer Eishockeyspieler, der seit Juli 2024 beim EHC Kloten aus der Schweizer National League (NL) unter Vertrag steht und dort auf der Position des Verteidigers spielt.

## Karriere
Wolf wuchs in Wien auf und spielte bis 2011 bei den EAC Junior Capitals, dem Nachwuchsverein der Vienna Capitals. Im Sommer 2011 wechselte er in die Nachwuchsbewegung des SC Bern. Im September 2016 wurde Wolf mit einer B-Lizenz für den SC Langenthal aus der National League B (NLB) ausgestattet und gewann mit den Oberaargauern im Frühjahr 2017 den NLB-Meistertitel, verpasste in der Ligaqualifikation gegen den HC Ambrì-Piotta aber den Aufstieg in die National League A (NLA).
Zur Saison 2017/18 kehrte er nach Bern zurück und erhielt eine B-Lizenz für Einsätze mit dem Zweitligisten EHC Visp. Im Mai 2018 wurde Wolf vom EC VSV aus der österreichischen Erste Bank Eishockey Liga (EBEL) unter Vertrag genommen, bei dem er bis zum Ende der Saison 2019/20 spielte und in 85 Spielen sechs Tore und 13 Assists erzielte. Im Anschluss daran wechselte er zurück in die Schweiz zum HC Lugano. Mitte Dezember 2023 vermeldete der Ligakonkurrent EHC Kloten Wolfs Verpflichtung zur Saison 2024/25.

### International
Ende Oktober 2016 wurde Wolf erstmals in den Kader der österreichischen A-Nationalmannschaft berufen und gehörte in den folgenden Jahren stets zum Nationalkader.

## Erfolge und Auszeichnungen
| - 2014 Schweizer U17-Juniorenmeister mit dem SC Bern - 2014 Schweizer U20-Juniorenmeister mit dem SC Bern - 2016 Schweizer U20-Juniorenmeister mit dem SC Bern | - 2017 Meister der NLB mit dem SC Langenthal - 2018 EBEL-Youngstar des Monats Dezember |

### International
- 2015 Aufstieg in die Division IA bei der U18-Junioren-Weltmeisterschaft der Division IB

## Karrierestatistik
Stand: Ende der Saison 2024/25

### International
Vertrat Österreich bei:
| - U20-Junioren-Weltmeisterschaft der Division IA 2014 - U18-Junioren-Weltmeisterschaft der Division IB 2014 - U18-Junioren-Weltmeisterschaft der Division IB 2015 - U20-Junioren-Weltmeisterschaft der Division IA 2016 - U20-Junioren-Weltmeisterschaft der Division IA 2017 - Qualifikationsturnier für die Olympischen Winterspiele 2022 | - Weltmeisterschaft 2022 - Weltmeisterschaft 2023 - Weltmeisterschaft 2024 - Qualifikationsturnier für die Olympischen Winterspiele 2026 - Weltmeisterschaft 2025 |

(Legende zur Spielerstatistik: Sp oder GP = absolvierte Spiele; T oder G = erzielte Tore; V oder A = erzielte Assists; Pkt oder Pts = erzielte Scorerpunkte; SM oder PIM = erhaltene Strafminuten; +/− = Plus/Minus-Bilanz; PP = erzielte Überzahltore; SH = erzielte Unterzahltore; GW = erzielte Siegtore; 1 Play-downs/Relegation; Kursiv: Statistik nicht vollständig)